# 西部邁
西部 邁（にしべ すすむ、1939年〈昭和14年〉3月15日 - 2018年〈平成30年〉1月21日）は、日本の評論家、経済学者。東京大学大学院卒業。秀明大学教授・学頭、東京大学教養学部教授、隔月刊誌『表現者』顧問を歴任。
北海道出身。東大入学後にブントのメンバーとなり、東大自治会委員長として安保闘争に参加した。安保闘争から離脱後は東大大学院で近代経済学を専攻し、横浜国立大学助教授、東大助教授、英米への留学を経て東大教授となる。1980年代から保守の論客として活躍し、東大駒場騒動の際に東大教授を辞職。それ以後は在野の評論家として評論活動を行った。2018年に多摩川にて自決する。

## 経歴

### 出生
1939年（昭和14年）、北海道の南部に位置する山越郡長万部町に生まれる。父は夕張郡長沼町の浄土真宗派の末寺の末男で農協職員。札幌郡白石村厚別の信濃小学校、札幌市立柏中学校、北海道札幌南高等学校に進学。高校卒業まではマルクスもレーニンもスターリンも毛沢東も知らぬノンポリであった。18歳まで重症の吃音であり、ほとんど何も喋らずに生きていた。1957年（昭和32年）、東京大学を受験するが不合格となり、一年間の浪人生活を送る。

### 東大時代
1958年（昭和33年）4月、東京大学に入学、三鷹寮に入寮。同年6月、和歌山の被差別部落に入って子供に勉強を教える。同年12月に結成された共産主義者同盟（ブント）に加盟。1959年（昭和34年）から同大学教養学部で自治会委員長を務める。同委員長の選挙のとき、西部はブントのメンバーたちとともに投票用紙を偽造してすり替え、共産党員の候補を落選させた。全学連の中央執行委員も務め、60年安保闘争に参加。
1961年（昭和36年）3月、左翼過激派と訣別。1964年（昭和39年）3月、東京大学経済学部卒業。当時、ブントの活動家であった青木昌彦の勧めにより、東京大学大学院に進学、経済学を専攻。指導教官は嘉治元郎。1971年（昭和46年）3月、東京大学大学院経済学研究科理論経済学専攻修士課程修了。経済学修士。1972年（昭和47年）、連合赤軍による群馬県榛名山での集団リンチ殺人事件（山岳ベース事件）の報道を目にして、多少とも左翼に共感していたことへの道徳的反省をせざるをえなくなる。
横浜国立大学経済学部助教授、東京大学教養学部助教授を歴任。1975年（昭和50年）出版の処女作『ソシオ・エコノミックス　集団の経済行動』では社会学などの方法論を導入して旧来の経済学を批判。その後渡米しカリフォルニア大学バークレー校に在籍。引き続き渡英しケンブリッジ大学に在籍。1979年、米英滞在記『蜃気楼の中へ　遅ればせのアメリカ体験』を発表。帰国後、1980年代から保守の論客として高度大衆社会、アメリカニズムを批判し、西欧流保守思想を擁護した。また、サントリー学芸賞選考委員を務める。1986年（昭和61年）、東京大学教養学部教授（社会経済学専攻）に就任。放送大学客員教授も務める。

### 東大辞職
1988年（昭和63年）、中沢新一（当時東京外国語大学アジア・アフリカ言語文化研究所助手）を東京大学教養学部助教授に推薦。委員会では通ったが教授会の採決で否決される。これに抗議して同年3月、東京大学を辞任。西部曰く「東大の馬鹿騒ぎ」。西部支持に回ったのは、蓮實重彦、佐藤誠三郎、公文俊平、村上泰亮、村上陽一郎、芳賀徹、平川祐弘、鳥海靖、舛添要一、松原隆一郎、大森彌などである。逆に反対した教官は、船曳建夫、谷嶋喬四郎、折原浩、見田宗介。

### 東大辞職後
東大辞職後は評論活動を続けるとともに鈴鹿国際大学客員教授、2009年（平成21年）3月まで秀明大学教授・学頭を歴任。テレビ朝日系列の討論番組、「朝まで生テレビ!」に出演し、保守派論客として知られた。1994年（平成6年）から2005年（平成17年）3月まで、真正保守思想を標榜する言論月刊誌『発言者』を刊行していたが、財政上の理由で廃刊。後継の隔月刊誌『表現者』の顧問を務めた。
新しい歴史教科書をつくる会に参加し理事の任を引き受けたものの、当初から会の運動とは一定の距離を置いており理事会などへは出席しなかった。
2001年（平成13年）8月、船橋市立西図書館のある司書が同館所蔵の西部らの多数の著書を廃棄基準に該当しないにもかかわらず除籍・廃棄した（船橋市西図書館蔵書破棄事件）。
2002年（平成14年）、小林よしのりとともに「つくる会」を脱退。同年、西部は東京西麻布の裏通りにある土地の所有者となり、イタリアンレストラン「ゼフィーロ」という店名で息子西部一明をオーナー兼支配人として経営させた。同店は2007年（平成19年）4月に営業終了。
雑誌『WiLL』の2011年（平成23年）4月号では大相撲の八百長を擁護した。
2013年（平成25年）3月1日、佐伯啓思・西田昌司・富岡幸一郎との座談会で「自分の咽頭部に癌ができていると最近知った」と述べた。同年4月22日、首相公邸で内閣総理大臣の安倍晋三、参議院議員の西田昌司、評論家の西村幸祐と会食をした。
2014年（平成26年）3月17日、妻が死去。のちに西部の息子は「父の文章の大部分は母あってのものだと思います。母親の意見とかフィードバックが父の文章にかなりの程度反映されていました」と述べた。
2017年（平成29年）11月、『表現者』の顧問を退き、執筆活動から引退。西部の執筆活動の実務を担当していた西部の娘も引退した。『表現者』は2018年1月号（2017年12月発売）をもって第一期を終了。2018年3月号（2018年2月発売）より第二期『表現者』として『表現者クライテリオン』に改題・新創刊するとともに編集体制を変更。藤井聡内閣官房参与・京都大学大学院教授が新編集長に就任した。

### 自殺の準備
西部は、50代の時から自分の生き方の結末を考えていた。55歳の頃には自死への構えがおおよそ定まり、2014年に妻と死別して以降は、更にその決意を固めていった。以降は、息子にも自殺を口にするようになり、電話で息子に「お父さんは自殺をすることに決めた」と告げた。健康面では、背中に持病を抱えていた事から、激しい痛みに襲われることもあり、皮膚炎や神経痛に悩まされており、重度の頚椎症性脊髄症のため、細かな作業や重量のある物を持つことができず、執筆活動が困難になっていた。自殺するまでの数年、親しい人には「死にたい」と漏らしていた。周囲に「ウソじゃないぞ。俺は本当に死ぬつもりなんだぞ」とも語っていた。また娘や息子に迷惑がかからないように人生を終えるといつも言っていた。自殺するまでの数年、木村三浩（一水会代表）に対しては「自分の意思もわからない状態で看取られるのは耐えられない」「もうそろそろ限界だ」と言っていた。著書などでは「自然死といわれるものの実態は『病院死』にすぎない」「生の最期を他人に命令されたりいじり回されたくない」「死に方は生き方の総仕上げだ」と記し、自ら命を絶つ「自裁死」の意思があることを述べていた。
2017年夏ごろ、西部は自分が司会を務めるTV番組『西部邁ゼミナール』（TOKYO MX）の編集担当プロデューサーだったMXエンターテインメント株式会社社員Kに自殺についての具体的な計画を知らせ、協力を求めた。Kは東京MXテレビから子会社のMXエンターテインメントに出向し、同番組のディレクターも務めていた。Kは自分にとって大切な人物からの頼みを断るのは人道に反すると考えてその依頼を了承した。同年9月ごろからKはのちに西部が自殺するときに使うロープ、重り、重り用ベルト、懐中電灯などを購入し始めた。同年10月、西部は自分が主催していた私塾「表現者塾」の塾頭を務めたAにも「体がどうにも言うことをきかない。多摩川で自殺するつもりだ。手伝ってくれるか」と依頼した。依頼を受けた2人は、ともに西部の熱心な信奉者として知られていた。元塾頭Aは西部を師と仰ぎ深く尊敬していた。同年11月、西部、A、Kの3人は都内のホテルで西部が自殺をする日時、場所、方法などについて具体的な打合せを行った。自殺現場には東京の西の端、東急東横線多摩川駅近傍である大田区田園調布5丁目の多摩川左岸の河川敷が選ばれた。
同月4日、西部はAに「1月20日に決行する」と告げた。西部から依頼を受けた2人は西部の自殺のための道具の購入や現場の下見などの準備をした。Aは西部がのちに自殺する際に使う工事現場用のハーネスを購入して準備した。Aはそのハーネスを勤務先から持ち出し、西部は自殺するときにそのハーネスを着用した。またAは遺書を作成するのに使う中古パソコンも購入した。Kは手の不自由な西部のためにパソコンで遺書を代筆した。酒井孝太郎（産経新聞社会部次長）はのちに「『助太刀』の依頼は、手が不自由となっていたため避けがたかったに違いない」と述べた。木村三浩によると、2人は「西部先生と非常に近く、思想的にも共鳴していた」。富岡幸一郎（文芸評論家）はのちに「2人は西部先生の死生観に共鳴していた、それだけは間違いありません」と述べた。2人について西部の娘はのちに「（父と）Aさんは20年以上、Kくんは10年以上の付き合いでした」、「生前本当によくして下さった方々」、「2人とも真面目で、父が頼まなければ犯罪とは関係の無い人たちでした」と述べた。警視庁捜査1課によると、西部は自殺する前、2人に「ガスで自殺したい」などと話していた。同年12月上旬ごろ、AとKの2人は自殺現場である多摩川の河川敷までの道を下見した。同月、2人は自殺現場付近の下見もした。
西部の息子によると、多摩川の河川敷は西部と西部の妻が気にいっていた場所だった。のちに息子は「愛する妻との思い出が残る川辺で死にたかったのだろう」と話した。同月、西部は雑誌『AERA』（2017年12月18日号）で村本大輔（芸人）と吉田愛一郎を交えて吉田愛一郎の家で対談をした。その際西部は村本と意気投合し、予定時間を延長し3時間に及ぶ政治談義に花を咲かせた。同月の暮れに木村三浩が西部の自宅で話していたとき、西部は「本当は俺はいないんだよ。実は10月22日にやろうと思ったんだ。ところが選挙になっちゃったもんだから、世の中が騒いでいてできなかった。でも来年になったら、間もなくいなくなると思うよ」と述べた。木村が「先生、そんなこと言わないでくださいよ」と言うと西部は「俺は覚悟を決めてるんだから、君が覚悟を決めろよ。受け入れなきゃだめだよ」と述べた。同月末、遺作『保守の遺言』（平凡社新書、2018年2月末刊）の最後となった打ち合わせの席で、西部は担当編集者の金澤智之（平凡社新書編集部）に「1月下旬にはそう（自殺）するつもりだ。この本は死後の出版になる」と述べた。さらに同月末、西部は知人の一人に「私がいなくなったあとは家族をよろしく」と言った。
2018年（平成30年）1月10日、元塾頭AはTV番組『西部邁ゼミナール』の収録で西部と対談をし、同番組最後の対談相手を務めた。その対談の際、西部は「（人間にとって）本当に幸いなのは死ねること。お願いですから死なせてください」と述べた。さらに西部はその対談で、番組のスタッフやゲストと酒を酌み交わし議論することの大切さを説いた。同月15日、西部と木村三浩は駐日ロシア大使館を表敬訪問し、日本とロシアの友好についてロシア代理大使と意見交換をした。その後、西部と木村はテレビ局のスタッフも交えて新宿で24時半ごろまで酒を飲んだ。そのとき西部は「僕はもういなくなるから、会うのは今日でおしまいになるかもしれない」と述べた。翌16日、木村が西部に「昨日はご馳走さまでした」と電話をすると西部は「昨日は会えて楽しかったよ。でも、もう会えないからね」、「君と知り合えて楽しかったよ」と述べた。同月20日夜、Aは西部とKを現場に連れて行くためにレンタカー店でトヨタのヴェルファイアを借りてKと合流した。同日夜、西部は新宿の行きつけの文壇バーに娘とともに来店し、酒を飲んだ。そのバーを出たあと、同日午後11時50分ごろ、西部は新宿御苑付近で「これから会う人がいるから先に帰りなさい」と言って娘を帰宅させた。

### 自殺の実行

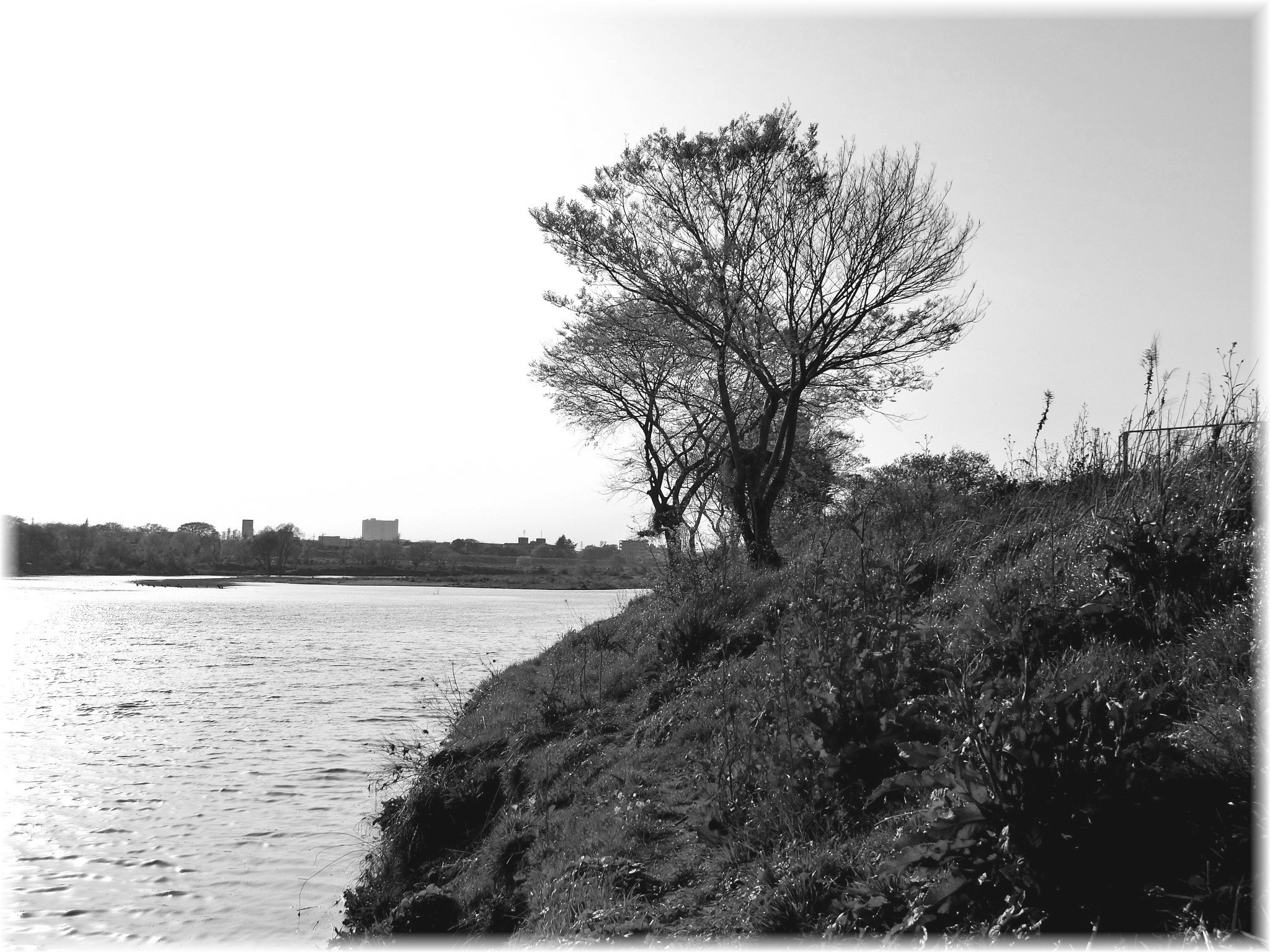
多摩川河川敷 (田園調布5丁目)

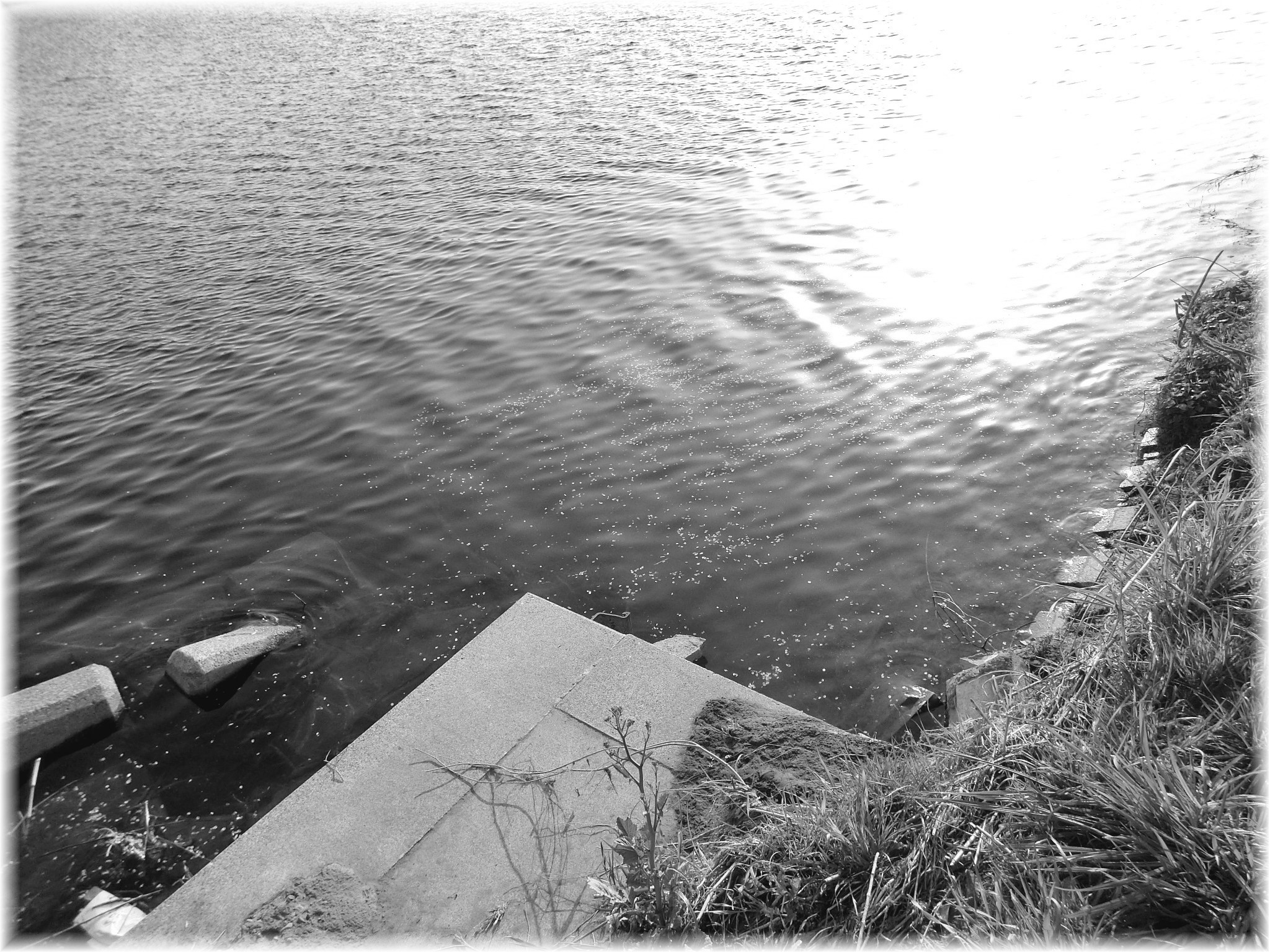
入水地点付近と思われる水面
(川が蛇行して岸が迫り出している地点であり、岸近くでもかなりの水深が認められる。)

娘と別れた直後の21日未明、西部と社員Kが新宿区内を一緒に歩いている姿がのちに防犯カメラで確認された。自殺するまでの一連の過程で、複数の防犯カメラに彼らの姿が映っていた。同日未明、元塾頭AとKの2人は、娘と別れた西部と待ち合わせ場所である新宿2丁目付近路上で合流した。Aは新宿から自殺現場の多摩川付近にある大田区田園調布のバス停留所付近まで西部とKを乗せてレンタカーを運転した。Aは、防犯カメラに写ったり警察にばれたりしないよう幹線道路を避けて車を運転した。移動中の車内では西部が好きだった「ダンチョネ節」を流していた。その車中で西部はAとKに11万円ずつ渡した。またその車中でKは西部がハーネスを身体に装着するのを手伝った。21日午前0時50分ごろ、自殺現場近くのバス停留所付近に到着するとAは西部とKを見送った。車を降りるとKは現場の多摩川左岸まで西部が歩いていくのに付き添った。現場に着くとKは西部がロープを立木に繋ぐのを手伝い、そのロープを西部の身体に装着されているハーネスに繋ぐのも手伝い、重りと重り用ベルトを西部の身体に装着するのも手伝い、川に流されないように固定した。西部は粉末状の薬のような物質を持参していた。西部はその物質は「毒だ」とKに説明した。Kはフィルムケース大の瓶を用意していた。Kは西部からその物質を受取り、その物質をその瓶に入れて西部に渡した。そうしてKは西部が歩いて多摩川に入水するのを見届けた。KはAに余った薬を「処分してください」と依頼し、Aはその薬を保管した。21日午前2時すぎに娘の携帯電話に西部から着信があったがメッセージが残されていなかった。普段西部は携帯電話を使っていなかった上、メッセージもなかったことから不審に思い、娘は警察に通報した。同日未明、娘は息子にも西部が自宅にいないことを知らせ、2人で捜し歩いた。同日朝、息子は現場の多摩川の川面に浮かんだ状態の西部を発見した。同日午前6時40分頃、息子は「父親が川に飛び込んだ」と110番通報し、駆けつけた田園調布警察署員が救出したが、そのときには既に意識がなかった。発見されたとき西部は身体に工事現場用のハーネスを装着し、腰付近にロープを巻いていた。ハーネスに接続したロープのもう片方は川べりの樹木に結びつけられていた。また西部の遺体の眼と口にはヘアバンドとタオルが巻かれており、顔は毛糸のネックウオーマーで覆われていた。これは顔を鳥や魚につつかれないようにするためだったとみられている。さらに口の内にはフィルムケース大の小さな瓶を入れていた。発見時その瓶は空だった。のちに息子は「多分、姉のことを思って綺麗に死んだんだと思います。ロープを木に繋げていたのは、海まで流されて発見が遅れるのを嫌ったからでしょう」と話した。現場の河川敷には家族、Kなどの知人、警察などに宛てたワープロ打ちの複数の遺書が残されていた。娘宛ての遺書には次のように書かれていた。
警察宛ての遺書には「すみません、お手を煩わせます」という気遣いと配慮が記されていた。同日午前8時37分、東京都内の搬送先の病院で死亡していることが確認された。西部の亡くなった夜が明けると、娘と息子のもとには西部から自死を告げる手紙が速達で届いた。手紙には死に場所が記されていた。78歳没。司法解剖などの結果、死因は「溺死として矛盾ない」というものだった。目立った外傷はなく、生前の言動や遺書から当初、単独で自殺を実行したものと見られていた。

## 死去後の経緯
同日社員Kは新聞記者に対し、2017年12月に発売された西部の著書『保守の真髄』を「読んでもらえれば、先生の死生観を理解してもらえる」と語っていた。三原朝彦（衆議院議員）は「自ら準備をして命を断った著者（西部）の死生観はこれ迄の著者の思想同様、世に一石を投じたと私は思います」と述べた。金澤智之（平凡社新書編集部）は「医療技術の進歩によって『死の先延ばし』が可能になった現代にあって、それらに対するアンチテーゼという意味で西部さんの自死が投げかけたものはあまりにも大きい」と述べた。
自殺の数日後、渋谷区幡ヶ谷の代々幡斎場に遺体が棺に納められて安置され、遺族と近親者は最後のお別れをした。法名は「慧海院釋誥邁」。木村三浩は出棺前に西部が好んで歌っていた「蒙古放浪歌」を餞(はなむけ)に高唱し、棺の中に歌詞が書かれた歌集を納めた。その後火葬が行われ、遺族と近親者は骨揚げをした。Kは西部の通夜や密葬にずっと付き添っていた。
その後間もなく、警視庁捜査1課は西部発見時の状況に不可解な点があり、西部の死に第三者が関与した可能性があるとみて事件性を疑い再捜査に入った。警視庁は西部がロープを結ぶことなどを1人で実行した可能性は低いと見て、西部と交友のあった関係者から事情を聴取するなど氏名不詳者による自殺幇助の容疑で当時の状況を調べた。警視庁が防犯カメラを捜査したことなどからAとKの容疑が浮上した。2人は逮捕前に任意の取り調べを受けた。2人は取り調べに全面的に応じた。2人とも捜査に協力し、彼らには逃亡する意思が見えなかった。2月にAは関係先に保管していた毒物とみられる粉末状の薬を警視庁へ任意提出した。その粉末からは青酸化合物の反応が出た。同年2月10日、TV番組『追悼・西部邁と日本』（チャンネル桜）の一部の出演者が多摩川で発見されたときの西部の様子について話した。その出演者によると、晩年西部は手が不自由で両手に白い手袋を装着して公の場に出ており、日常生活においても周囲の助けが必要な状態であり、1人では自殺を実行し得なかったため、幇助者がいたと予想されるとのことだった。同年3月1日発売の月刊誌で浜崎洋介（文芸批評家）は「生前ワープロを使わなかった先生がどうやってワープロで遺書を用意したのか」、「ハーネスやロープと遺書を先生がどこに隠し、それらをどう運び、さらにあまり自由の利かない手でどうやって木にロープを括りつけたのか」と疑問点を挙げた。同年3月15日、マスコミ各社は警察が西部の死について再捜査していると報じた。Kは同年4月24日に予定されていた西部を偲ぶ会のとりまとめ役もしていた。
同年4月5日、警視庁捜査１課はAとKの2人を自殺幇助の容疑で逮捕した。それに対し2人とも容疑を認めたと報じられたが、のちにKは容疑を一部否認していると報じられた。2人が逮捕されたことについて娘は「父の自殺にお2人を巻き込んでしまい本当に申し訳ない」、「父がご迷惑をおかけして本当に申し訳ない気持ちです。…父からの依頼を断ってくれればよかったのにと思います」「本にも書いているし、友達にもよく言っていたことなので、（父が）そういう気持ちでいることは分かっていました」「（父は）自殺ということで片付くと思っていたのではないかと思います」「父が頼んだことだと思います…報道で（2人の）顔も名前も出てしまって…」「両手が縛られていたなんてことが報道されていましたけれど、もし本当にそうなら最初から自殺とは出ないはず。そんな間違った報道が出るので本当に困っていました」「（父）は安らかな死に顔でした」「父の死に顔はおやすみなさい、と言った時とまったく一緒で、本人は満足して死んだようです」と述べた。
長尾和宏（医師）は、「自殺や自殺ほう助を擁護するつもりは無いが…もし自殺ほう助をお願いするのであれば、
- ほう助してくれる人が逮捕されないために一筆手紙を記しておくべき。
- 残された家族がPTSDにならないために事前にメッセージを送るべき。
- 川で死ぬことは消防や警察に多大な迷惑をかけるので、やめるべき。」

「今、自裁を真剣に考えている人は、西部さん騒動の展開に学ぶべき。もしも西部さんが私の前に登場して、『持続的鎮静』を希望したら。家族もみんな同意していたら、医者は持続的鎮静や安楽死をほう助できるか。答えは、100％、NOである。しかし、西部さんの願いは、心情的には分かる」と述べた。
落合洋司（弁護士）は2人が逮捕されたことについて「違法なことではあるが、酌むべき事情もあると思う」と述べた。
小林よしのり（漫画家）は「西部邁氏の自殺ほう助で2名が逮捕された。無粋な話だ。警察は見逃してやることが出来んのか? わしがまだ交際してたら手伝ったかもしれない」、「安楽死が許可されればいいのに」と述べた。木村三浩は「私の友人であるK氏とA氏が、西部先生の死生観に共鳴し、自裁を手助けするまでに至ったことに驚きはしたものの、理解はできた。…2人とも尊敬する西部先生の思いを尊重し、覚悟を決めての行動ではなかったかと思う…『やむにやまれず』『自分たちが何とかしなければ本懐が遂げられない』との逡巡、葛藤、苦悩から来る行動だったのではないだろうか…主従関係の問題ではなく、優しさや人情の問題であり、自分自身を勘定に入れない振る舞いの意識の発露だろう…西部先生に忠誠を誓い、葛藤しながらも手助けをした両氏やその家族まで巻き込み、皆がある意味で本意でない展開になってしまったことは、西部先生自身が予想したものでもなかったはずだ」と述べた。
藤井靖（明星大学准教授）は「個人の尊厳を重視する観点に立てば、西部さんのように自分で死ぬことを決め、そして他者に幇助を依頼すること自体は、善悪でいうと完全に悪いとはいえない。安楽死の議論も、日本においてももっと進むべきなのかもしれない」と述べた。西田昌司（参議院議員）は「西部先生も親しかった人間が罪を被ることは望むところではなかったと思う」と述べた。同年4月7日、警視庁は2人を送検した。
同月24日、「西部邁先生を偲ぶ会」が都内のホテルで開催された。会には西部が主宰していた発言者塾・表現者塾の関係者を中心に約300人が出席した。富岡幸一郎（文芸評論家）、黒鉄ヒロシ（漫画家）、伊吹文明（元衆議院議長）、脇雅史（元参議院議員）、中山恭子（参議院議員）、佐藤正久（参議院議員）、丸川珠代（参議院議員）、西田昌司（参議院議員）、東谷暁（ジャーナリスト）、上島嘉郎（ジャーナリスト）、佐高信（評論家）、寺脇研（京都造形芸術大学教授）、荒井晴彦（映画監督）、阪本順治（映画監督）、水島総（日本文化チャンネル桜社長）、中森明夫（コラムニスト）、藤井聡（京都大学大学院教授）、柴山桂太（京都大学大学院准教授）らもこの会に出席した。司会は立川談四楼（落語家）が務めた。遺影の前には自殺幇助の疑いで逮捕された2人の減刑嘆願書が用意され、出席者が署名をした。会では故人への献杯が終わると出席者が順番に登壇し、西部への想いを話した。
同月26日、東京地検はAとKを自殺幇助の罪で起訴した。同年5月1日、東京地裁は自殺幇助の罪で起訴されたAとKの保釈を認める決定をした。保釈保証金はAが250万円、Kが200万円だった。Kは即日納付した。同年7月12日、自殺幇助の罪で起訴されたAとKの初公判が東京地裁（守下実裁判官）で開かれた。その公判に両被告はスーツ姿で出廷し、神妙な表情で冒陳を聞いていた。守下裁判官は両被告の公判を分離した。

### 元塾頭A
元塾頭Aは西部と約20年にわたり親交があった。Aはバルブ関連の会社に勤めるかたわら、西部の私塾「表現者塾」の塾頭も務めた。2018年1月10日に収録されたTV番組『西部邁ゼミナール』で、西部はAを「色々な世話役をやってくれていた」と紹介した。同番組で西部が「（Aは）自動車の運転が好きで、よく乗っけてもらう」などと私的なエピソードを明かすとAは笑顔でうなずいていた。同年4月5日に逮捕されたときAは「20年以上お世話になった先生のためにやらなくてはならないと思った」と供述した。富岡幸一郎は、「Aさんは（西部）先生と古い付き合いでした。表現者塾の前身の発言者塾のころ、90年代からのメンバーです。ほかの塾生のように侃々諤々の議論をするタイプではなく、我を出しませんが、いつも一歩引いたところで先生のそばにいました」と述べた。木村三浩はAについて「西部先生の政治的スタンスや問題意識、哲学にいたるまで、深く理解し共有していた人物だと思う」と述べた。Aは初公判が開かれる前に息子らと示談が成立した。
同年7月12日に開かれた初公判でAは「間違いありません」と述べ、起訴内容を認めた。Aは同公判の被告人質問で、西部から「最期は病院ではなく自殺を選びたい」と聞かされていたと述べた。同公判では「先生の意志は固かった。ただただ、先生に安心して逝ってもらいたいだけだった」とも述べた。閉廷前には「西部先生はいたずらに世間を騒がせ、迷惑をかけることを好まなかった。何よりも家族を大切にしろ、とおっしゃっていた。…（西部の遺族には私の）妻や娘のことまで気遣って頂き、感謝のしようがありません」と述べた。その公判では西部の息子が証言台に立ち、西部が常々自殺願望を話していたことを明かし、「Aが話してくれたことは真実だと信じた」と述べた。検察は懲役2年を求刑した。弁護側は遺族の処罰感情が緩和していることを考慮して執行猶予付きの判決とするよう求めた。Aは即日結審した。同月30日、Aの判決公判が東京地裁で開かれた。守下実裁判官は懲役2年、執行猶予3年（求刑懲役2年）の有罪判決を言い渡した。守下裁判官が判決を執行猶予付きとした理由は、「被告が協力したのは、かねてから自殺することを公言していた西部氏からの働きかけが大きかったからである」ことだった。

### 社員K
2018年1月10日に収録されたTV番組『西部邁ゼミナール』で、西部は番組の編集担当者である社員Kの名前を挙げて「立派な人」だと述べた。Kは最後まで西部のそばにいた。娘によると、西部とKは親しい間柄だった。東京MXテレビの関係者によると、Kは「西部さんをとても慕っていた」。寺脇研（京都造形芸術大学教授）によると、Kは「西部先生に心酔しており、お世話係として常に寄り添っていた」。また寺脇や関係者によると、西部もKの家族を気にかけるなど彼らは厚い信頼関係にあった。木村三浩によると、西部は酒席でも何かあると「Kくんを呼んでくれ」と言って頼りにしていた。木村はKについて「とても礼儀正しい人物で、優しさとともに強い正義感を持った好青年である。…（西部）先生はよく『おい、K君を呼んでくれ! 』と言って電話をかけ、K氏も時間が折り合う時にはその場に駆けつけていた。西部先生がK氏をとても頼りにしていたのがよくわかった。K氏は、口数は少ないが、自身の立場をわきまえた振る舞いができる人であり、西部先生が使う独特の表現や形容を、自身でかみ砕いて体得していた。また、西部先生の考え方や生き方に強く惹かれているように見えた…酒を飲んでいる時、究極的に信頼できる人間とはどんな人間かという話題になった。西部先生は戦後の高度成長を支え『電力の鬼』と呼ばれた財界人、松永安左エ門の言葉を借りて『刑務所に入ったことがある人』『大病をしたことがある人』『放蕩したことがある人』であると答えると、K氏が深くうなづきながら『そうですね』と共感していたことが印象に残っている」と述べた。富岡幸一郎はKについて、「塾生ではなかったものの、シンポジウムなどにはよく参加していました。先生の人間力、存在感に共鳴していたんだと思います」と述べた。同年4月5日に逮捕されたときKは「先生の死生観を尊重し、力になりたいと思った」と供述した。
同月12日には、Kの勾留理由開示手続きが東京地裁で開かれた。Kは「隠滅する証拠は持っていません。寛容な判断をお願いします」と早期釈放を求めた。同月26日に東京地検により起訴されて以降、KはMXエンターテインメント株式会社を出勤停止となった。またKは、刑事裁判では争う構えを示した。その後、西部とK双方に親交があった西田昌司（参議院議員）や佐高信（評論家）ら5、6人の有志が中心になってKを救う会を設立した。Kは代理人の弁護士を立てており、刑事裁判の弁護士費用も工面しなければならないため会が周囲にカンパを呼びかけた。同年7月12日に開かれた初公判で、Kは「時間の経過は事実だが、入水はご自分のご意志で動いた」「（自殺は）私が働きかけたものではありません」「（私の行為は）自殺を幇助したものではありません」と述べ、起訴内容を否認して無罪を主張し、争う構えをみせた。また西部が体にハーネスや重りを装着するのを手伝ったことについてKは「あくまで遺体が流されないようにして発見を早めるために用意した」と述べた。弁護側は「単に西部さんに同行しただけに過ぎない」と主張した。同月31日にはKの第2回公判が開かれた。同年9月12日、MXエンターテインメント株式会社はKを懲戒解雇した。
同月14日、東京地裁でKの判決公判が開かれた。同公判で守下実裁判官は「自殺を心理的、物理的に容易にした」として懲役2年、執行猶予3年（求刑懲役2年）を言い渡した。守下裁判官は、執行猶予付き判決が相当とした理由として「被告が協力したのは西部さんからの働きかけが大きかった」からであることと「西部さんの自殺の意思が固かった」ことを挙げた。長尾和宏（医師）は「執行猶予がついたことで、私は少し安心した」と述べた。

### 元塾頭Aと社員Kへの判決確定後
2019年1月19日には星陵会館（東京都千代田区）で「シンポジウム 西部邁氏を偲ぶ」が開かれた。このシンポジウムでは宮崎正弘が冒頭の挨拶をし、富岡幸一郎、西村幸祐、三浦小太郎が講演をした。また歌手の紀伊國屋美智子がオペラを披露した。
2021年1月21日、一水会は西部の命日を「ファシスタ忌」と命名し、青年有志とともに多摩川河川敷で献花をした。彼らは生前に西部から受けた指導に感謝し、日本の対米自立を改めて誓った。

## 人物
- 西部は自分の好き嫌いについて次のように述べている[107]。

|            | 好き                                               | 嫌い                                           |
| ---------- | -------------------------------------------------- | ---------------------------------------------- |
| 人物       | 自分                                               | 自分                                           |
| 言葉       | 保守                                               | 革新                                           |
| 食べ物     | うどん                                             | 幕の内弁当                                     |
| 学問       | ある種の哲学                                       | あらゆる種類の経済学                           |
| 芸術       | ある種の絵画                                       | 最近の文学                                     |
| スポーツ   | なし                                               | なし                                           |
| 動物       | 猫                                                 | 人間と言いたいところだが、なし                 |
| 宗教       | すべての旧宗教と言いたいところだが、なし           | すべての新興宗教と言いたいところだが、なし     |
| 国（人種） | まずイタリア、次にイギリスと言いたいが、やはり日本 | まずアメリカ、次に韓国と言いたいが、やはり日本 |
- 西部が高く評価している日本人は山本常朝、福澤諭吉、中江兆民、夏目漱石、田中美知太郎、坂口安吾、秋野不矩、秦野章、福田恆存、三島由紀夫、色川武大、立川談志、唐牛健太郎などである[108][109]。
- 姜尚中や佐高信と対談したり『週刊金曜日』の取材に応じたりと、立場の違う人物とも積極的に対話を行った[110]。特に、佐高とはともに映画ファンという共通点があることから、雑誌上で映画についての対談も行っている（後述の『映画芸術』を参照）。
- 喫煙者である。すぎやまこういちらと共に「喫煙文化研究会」を発足し、昨今の嫌煙運動について反発している[111]。

## 主張

### 大衆社会批判
ホセ・オルテガ・イ・ガセットに影響を受けた大衆社会論を展開した。

### 天皇論

#### 皇位継承問題
皇室の皇位継承について、日本国家を統合するための象徴機能は皇室において、つまり「血」統よりも「家」系を重視する方向において、よりよく維持されると思われるということを理由に、「女系」にも「女子」にも皇位継承が可能なように皇室典範第二条の「継承の順位」を変更したほうがよいと述べた。これに対し、一部から「左に回帰した」との反発が起こった。西部は天皇についてたびたび論じている。

### 政治家及び政党に対する評価

#### 安倍晋三
2017年10月、週刊ダイヤモンドのインタビュー中、安倍晋三を名指しして「陋習とそうでないものを峻別しながら伝統を守るのが保守。故に保守ではない」「戦後の日本人の愚かさ加減がにじみ出ていると言える」と評した。

#### 小沢一郎
『小沢一郎は背広を着たゴロツキである。』（2010年）では、ポピュリストであると罵倒している。

#### 民主党
民主党政権ができる前から「必ずや日本を解体に導きます」と述べていた。しかし雑誌『時局』2006年（平成18年）6月号では民主党へのかすかな期待について論じた。尖閣諸島情勢が緊迫化するのにともない、中国で不買運動や工場の破壊がおきると以前から予測していた。その後、結果的にその通りの事態が生じている。

### アメリカ批判

#### イラク戦争
2003年のイラク戦争について、木村三浩と共に「これはアメリカの間違いである」、「アメリカのアグレッション、侵略である」、「国際法なんて大したもんじゃないんだけれども、まがりなりにもあるルールをアメリカのように極めて意図的に策略的に踏みにじって、国連決議までも蹂躙しながら行くというのは、どういうことなのか」、「こういう侵略を許すわけにはいかない」と声をあげた。また木村と共に2003年、論文集『鬼畜米英 がんばれサダム・フセインふざけんなアメリカ！！』を鹿砦社から上梓した。『産経新聞』、『正論』、『諸君!』などを中心とする日本の親米保守の知識人たちと一線を画し彼らを批判した。

### 安全保障
国家の自立と自尊の確保を目指す立場から日本の核武装、徴兵制の導入、防衛費の倍増、尖閣諸島の実効支配強化を主張していた。

### 経済理論

#### 消費税
税の応益説と能力説について、次のように解説している。「なんらかの公共支出にたいする負担を論じる場合、その公共施策から利益を得る者がそれを負担せよといういわゆる応益説に対し、それを負担する能力のある者が支払えといういわゆる能力説が依然として人々に訴求する力をもっている」
その上で、税制における能力説（累進課税）と応益説（消費税など）との併用を主張している。この点について次のように述べている。「社会は「共同の企て」と「個別の企て」の二重的構成になっている。現実の公共施設・サービスはそれら両層に及ぶであろうから、実際の税制にあっては能力説と応益説とを併用するほかない。」
能力説と応益説の考え方の原則については次のように述べている。「私のいいたいのは「共同の企て」に深くかかわる公共支出を目的にするときには、能力説にもとづいて累進課税を手段としたらどうか、そして、人々の「個別の企て」において発生するものとしての「市場の失敗」を矯正するための公共支出を目的とする場合には、人頭税なり応益税なりを手段とすべきではないか、というものである。…もちろん、これは考え方の原則であって、実際の税制を（税収の支出先を特定したものとしての）目的税にせよということではない。そんなことをすれば税制の伸縮性が損われてしまう」

## 雑誌の刊行
1994年（平成6年）4月、真正保守思想を標榜する月刊誌『発言者』（西部邁事務所、秀明出版会）を創刊し主幹を務めていたが2005年（平成17年）3月、財政上の理由により廃刊。
1997年（平成9年）の創刊から1998年（平成10年）の休刊まで英文雑誌『JAPAN CURRENTS』（日本国民文化研究所）の総合監修を務めた。
2003年（平成15年）7月、『北の発言』を創刊するがその後財政上の理由により廃刊。
2005年（平成17年）6月より『発言者』の後継誌『表現者』（MXエンターテインメント）を刊行。西部はその顧問を務めた。

## 受賞
- 1983年（昭和58年） - ケインズとヴェブレンを取り上げた『経済倫理学序説』[137]により吉野作造賞を受賞[138]
- 1984年（昭和59年） - 社会思想についてのエッセーを集めた『生まじめな戯れ 価値相対主義との闘い』[139]によりサントリー学芸賞を受賞[140]
- 1992年（平成4年） - 評論活動により第8回正論大賞を受賞[141]
- 2010年（平成22年） - 『サンチョ・キホーテの旅』[142]により芸術選奨文部科学大臣賞を受賞[143]

## 西部邁を取り上げた作品

### 書籍
- 西村幸祐、富岡幸一郎、三浦小太郎『西部邁 日本人への警告 わが国にとって「保守vs.革新」とは何だったのか』〈知的発見！BOOK 029〉、イースト・プレス、2018年6月。ISBN 9784286199238。
- 高澤秀次『評伝 西部邁』毎日新聞出版、2020年1月。ISBN 9784620326160。
- 渡辺望『西部邁：「非行保守」の思想家』論創社、2021年3月。ISBN 9784846016142。
- 寺脇研『西部邁が支持したアメリカ映画論』鹿砦社、2021年7月。ISBN 9784846314156。
- 保阪正康『Nの廻廊 : ある友をめぐるきれぎれの回想』講談社、2023年3月。ISBN 9784065306932。 - タイトルにある「N」とは西部邁のことである。
- 森田実、藤井聡『「西部邁」を語る』論創社、2024年1月。ISBN 978-4-8460-2359-1。
- 『西部邁　保守のロゴスとパトス』中島岳志責任編集、河出書房新社、2025年5月。ISBN 978-4-309-22961-4。{{cite book ja}}:  CS1メンテナンス: others (カテゴリ)

### 雑誌特集
- 2018年4月16日発売の隔月刊誌『表現者criterion』は「西部邁 永訣の歌」という特集を組んだ[144]。
- 同月28日発売の雑誌『映画芸術』463号は「追悼 西部 邁」という特集を組んだ[145]。
- 隔月刊誌『表現者クライテリオン』2022年1月号は「通巻一〇〇号記念　回想・西部邁」という特集を組んだ[146]。

### 新聞
- 佐伯啓思「The考 死生観を失った日本人 寄稿 西部邁の死から4年」『産経新聞』2022年1月9日

### TV番組
- 同年12月27日にはNHK総合テレビでTV番組「事件の涙 死にたいと言った父へ～西部邁 自殺ほう助事件～」が放映された。同番組では西部の娘と息子がNHKの取材に応じた[72]。

### インターネット配信番組
- 2018年2月10日、チャンネル桜で「討論 追悼・西部邁と日本」が放映された。上島嘉郎（元産経新聞社『月刊正論』編集長・ジャーナリスト）、クライン孝子（ノンフィクション作家）、佐藤健志（評論家）、富岡幸一郎（文芸評論家・関東学院大学教授）、西田昌司（参議院議員）、浜崎洋介（文芸批評家）、藤井聡（京都大学大学院教授・内閣官房参与）、脇雅史（前参議院議員）が出演し、水島総が司会を務めた[147]。
- 2022年1月21日、チャンネル桜北海道で「北海道人 西部邁を偲んで」が放映された。沢田英一（一般社団法人 北海道歴史伝統文化環境保全機構理事）、川田ただひさ（札幌市議会議員）、本間奈々（国守衆北海道代表・新党くにもり代表）が出演した。

## 連載

### 新聞
- 2006年（平成18年）4月5日から2007年（平成19年）3月28日まで、『産経新聞』に「保守再考」（全44回）を連載した。
- 2010年（平成22年）4月21日から2013年（平成25年）3月6日まで、『毎日新聞』の「異論反論」欄を他の3名の寄稿者との持ち回りで担当した。

### 雑誌
- 『時局』（時局社）に1994年（平成6年）4月号から2014年（平成26年）10月号まで「平成哲学指南」を連載した。
- 『表現者』（MXエンターテインメント）で「巻末オピニオン」を連載していた。
- 『言志』（ブクログ）に2012年（平成24年）8月の創刊号から「今号のコラム」を連載していた。
- 『まこも草子NEO』（企画制作 : デラフィック）に123号（2015年（平成27年）7月発行）から「マコモ党宣言」を連載していた。

## 出演

### TV
レギュラー
- 『談志・陳平の言いたい放だい』（TOKYO MX、2004年12月 - 2008年8月30日）
- 『西部邁ゼミナール』（TOKYO MX）：司会
- 『西部邁・佐高信の学問のすゝめ』（2009年4月4日 - 2010年4月2日、朝日ニュースター）
  - 『西部邁・佐高信の学問のすゝめII』（2010年4月3日 - 2011年）
  - 『西部邁・佐高信の学問のすゝめIII』（2011年 - 2012年3月）

ゲスト出演
- 『朝まで生テレビ!』（テレビ朝日系列の討論番組）

- 『報道2001』（フジテレビ）[注 4]
- 『日本よ、今...「闘論! 倒論! 討論!」』（日本文化チャンネル桜）[注 5]

### 映画
| タイトル         | 監督     | 公開年 |
| ---------------- | -------- | ------ |
| LEFT ALONE       | 井土紀州 | 2005年 |
| ベオグラード1999 | 金子遊   | 2009年 |

## 著書

### 単著
- 『ソシオ・エコノミックス 集団の経済行動』中央公論社、1975年。ISBN 978-4-12-000592-3。NDLJP:11940856。
  - 『ソシオ・エコノミックス』イプシロン出版企画、2006年4月。ISBN 4-903145-03-4。
  - 『ソシオ・エコノミックス 改装版』明月堂書店、2020年2月。ISBN 978-4-903145-68-6。
- 『蜃気楼の中へ 遅ればせのアメリカ体験』日本評論社、1979年6月。ISBN 978-4-535-57465-6。NDLJP:12181369。
  - 『蜃気楼の中へ 遅ればせのアメリカ体験』〈中公文庫〉、中央公論社、1985年8月。ISBN 4-12-201246-5。
  - 『蜃気楼の中へ 遅ればせのアメリカ体験』〈中公文庫〉（改版版）、中央公論新社、2015年3月。ISBN 978-4-12-206087-6。
- 『経済倫理学序説』中央公論社、1983年3月。ISBN 978-4-12-001172-6。NDLJP:11941243。
  - 『経済倫理学序説』〈中公文庫〉、中央公論社、1991年11月。ISBN 4-12-201854-4。
  - 『経済倫理学序説』〈中公文庫〉（改版版）、中央公論新社、2014年7月。ISBN 978-4-12-205983-2。
- 『ケインズ』〈20世紀思想家文庫 7〉、岩波書店、1983年4月。ISBN 978-4-00-004407-3。
  - 『ケインズ』明月堂書店、2005年7月。ISBN 4-903145-02-6。
  - 『ケインズ』中野剛志 解説、佐伯啓思 解説、明月堂書店、2021年9月。ISBN 9784903145730。{{cite book ja}}:  CS1メンテナンス: others (カテゴリ)
- 『大衆への反逆』文藝春秋、1983年7月。ISBN 978-4-16-338090-2。
  - 『大衆への反逆』〈PHP文庫〉、PHP研究所、1991年4月。ISBN 4-569-56349-X。
  - 『大衆への反逆』〈文春学藝ライブラリー〉、文藝春秋、2014年8月。ISBN 4-16-813023-1。
- 『生まじめな戯れ 価値相対主義との闘い』筑摩書房、1984年7月。ISBN 978-4-480-85231-1。NDLJP:12237678。
  - 『生まじめな戯れ 価値相対主義との闘い』〈ちくま文庫〉、筑摩書房、1992年1月。ISBN 4-480-02594-4。
- 『幻像の保守へ』文藝春秋、1985年7月。ISBN 978-4-16-339870-9。NDLJP:12240017。
- 日本放送協会（編）、1986年7月『大衆社会のゆくえ』〈NHK市民大学〉、日本放送出版協会。
  - 『大衆の病理 袋小路にたちすくむ戦後日本』〈NHKブックス 518〉、日本放送出版協会、1987年1月。ISBN 4-14-001518-7。増訂版
- 『六〇年安保 センチメンタル・ジャーニー』文藝春秋、1986年10月。ISBN 4-16-340990-4。
  - 『六〇年安保 センチメンタル・ジャーニー』〈MC新書 17〉、洋泉社、2007年6月。ISBN 978-4-86248-149-8。
  - 『六〇年安保 センチメンタル・ジャーニー』〈文春学藝ライブラリー 思想 19〉、文藝春秋、2018年6月。ISBN 978-4-16-813074-8。
- 『近代経済思想』〈放送大学教材〉、放送大学教育振興会、1987年3月。ISBN 978-4-14-531941-8。
  - 『西部邁の経済思想入門』〈放送大学叢書019〉、左右社、2012年6月。ISBN 978-4-903500-77-5。 - 西部 (1987b)に加筆・訂正を行った。
- 『批評する精神』PHP研究所、1987年6月。ISBN 4-569-22038-X。NDLJP:12234232。
  - 『続 批評する精神』PHP研究所、1989年8月。ISBN 4-569-52542-3。NDLJP:12240374。
  - 『批評する精神 3』PHP研究所、1992年1月。ISBN 4-569-53524-0。NDLJP:12240380。
  - 『批評する精神 4』PHP研究所、1993年2月。ISBN 4-569-53894-0。NDLJP:12240054。
- 『貧困なる過剰 ビジネス文明を撃つ』日本経済新聞社、1987年9月。ISBN 4-532-09450-X。
  - 『貧困なる過剰 ビジネス文明を撃つ』〈PHP文庫〉、PHP研究所、1991年12月。ISBN 4-569-56435-6。
- 『大錯覚時代』新潮社、1987年10月。ISBN 4-10-367501-2。
- 『剥がされた仮面 東大駒場騒動記』文藝春秋、1988年7月。ISBN 4-16-342480-6。
- 『大衆民主主義を疑う』〈情報資料 368号〉、自由民主党調査局政治資料研究会議、1988年11月。講演冊子
- 『新・学問論』〈講談社現代新書 936〉、講談社、1989年2月。ISBN 4-06-148936-4。
- 『学者 この喜劇的なるもの』草思社、1989年6月。ISBN 4-7942-0345-4。
- 『サンチョ・キホーテの眼』文藝春秋、1989年6月。ISBN 4-16-343340-6。
- 『ニヒリズムを超えて』日本文芸社、1989年10月。ISBN 4-537-04986-3。
  - 『ニヒリズムを超えて』〈ハルキ文庫〉、佐伯啓思 解説、角川春樹事務所、1997年11月。ISBN 4-89456-362-2。{{cite book ja}}:  CS1メンテナンス: others (カテゴリ)
- 『白昼への意志 現代民主政治論』中央公論社、1991年1月。ISBN 4-12-001988-8。
- 『マスメディアを撃て』PHP研究所、1991年2月。ISBN 4-569-52976-3。
- 『戦争論 絶対平和主義批判』日本文芸社、1991年6月。ISBN 4-537-05003-9。
  - 『戦争論 暴力と道徳のあいだ』〈ハルキ文庫〉、角川春樹事務所、2002年2月。ISBN 4-89456-957-4。
- 『思想史の相貌 近代日本の思想家たち』世界文化社、1991年6月。ISBN 4-418-91511-7。
  - 『思想史の相貌』〈徳間文庫〉、徳間書店、1997年12月。ISBN 4-19-890809-5。
  - 『日本の保守思想』〈ハルキ文庫〉、角川春樹事務所、2012年5月。ISBN 978-4-7584-3662-5。 - 西部 (1997f)を改題。
- 『私の憲法論 日本国憲法改正試案』徳間書店、1991年6月。ISBN 4-19-554590-0。
  - 『私の憲法論 真正保守による改正試案』〈徳間文庫〉、徳間書店、1999年5月。ISBN 4-19-891110-X。
  - 『わが憲法改正案 「大切な心」を忘れた日本人』ビジネス社、2004年4月。ISBN 4-8284-1115-1。 - 西部 (1999b)を改訂。追加の文章を随処に挿入。
  - 『わが憲法改正案 思考停止の日本人を撃つ！ 新版』ビジネス社、2020年5月。ISBN 4-8284-2180-7。
- 『人間論』日本文芸社、1992年4月。ISBN 4-537-05012-8。
  - 『人間論』〈PHP文庫〉、PHP研究所、1996年3月。ISBN 4-569-56837-8。
- 『「成熟」とは何か 新政経学のすすめ』講談社、1993年4月。ISBN 4-06-206429-4。
- 『リベラルマインド 歴史の知恵に学び、時代の危機に耐える思想』学習研究社、1993年7月。ISBN 4-05-105638-4。
  - 『再刊 リベラル マインド 歴史の智恵に学び、時代の危機に耐える思想』西部智子（新版あとがき）、中島岳志（新版解説）、エイアンドエフ、2021年4月。ISBN 978-4909355249。{{cite book ja}}:  CS1メンテナンス: others (カテゴリ)
- 『歴史感覚 何が保守政治の神髄か』PHP研究所、1994年6月。ISBN 4-569-54318-9。
- 『歴史の復権 「文明」と「成熟」の構図』〈日本を考える〉、東洋経済新報社、1994年7月。ISBN 4-492-08554-8。
- 『死生論』日本文芸社、1994年11月。ISBN 4-537-05035-7。
  - 『死生論』〈ハルキ文庫〉、角川春樹事務所、1997年5月。ISBN 4-89456-311-8。
- 『世人に言上したきことあり』新潮社、1996年1月。ISBN 4-10-367502-0。
- 『現在への証言 平成の世と切り結ぶ』廣済堂出版、1996年2月。ISBN 4-331-50519-7。
- 『破壊主義者の群れ その蛮行から日本をいかに守るか』PHP研究所、1996年3月。ISBN 4-569-54969-1。
- 『思想の英雄たち 保守の源流をたずねて』文藝春秋、1996年4月。ISBN 4-16-350900-3。
  - 『思想の英雄たち 保守の源流をたずねて』〈ハルキ文庫〉、角川春樹事務所、2012年1月。ISBN 978-4-7584-3629-8。
- 『知性の構造』角川春樹事務所、1996年7月。ISBN 4-89456-025-9。
  - 『知性の構造』〈ハルキ文庫〉、角川春樹事務所、2002年11月。ISBN 4-7584-3014-4。
- 『知識人の生態』〈PHP新書〉、PHP研究所、1996年11月。ISBN 4-569-55365-6。
- 『「国柄」の思想』徳間書店、1997年1月。ISBN 4-19-860634-X。
- 『日本人と武士道』角川春樹事務所、1997年12月。ISBN 4-89456-045-3。スティーヴン・ナッシュ名義
  - 『日本人と武士道』〈ハルキ文庫〉、角川春樹事務所、2004年5月。ISBN 4-7584-3104-3。同上
- 『恐慌前夜の独り言』新潮社、1998年2月。ISBN 4-10-367503-9。
- 『なぜ「日本売り」は起きたのか 愚かなるかな、改革論者よ』PHP研究所、1998年3月。ISBN 4-569-55977-8。
- 『国家と歴史 状況の中で』〈発言者双書 1〉、秀明出版会、1998年4月。ISBN 4-915855-11-2。
- 『寓喩としての人生』徳間書店、1998年6月。ISBN 4-19-860864-4。
- 『西部邁の論争の手引き』〈B&Tブックス〉、日刊工業新聞社、1998年9月。ISBN 4-526-04242-0。
- 『虚無の構造』飛鳥新社、1999年4月。ISBN 4-87031-366-9。
  - 『虚無の構造』〈中公文庫〉、中央公論新社、2013年8月。ISBN 978-4-12-205830-9。
- 『西部邁の論争ふたたび 対米属国からぬけでる方法』〈B&Tブックス〉、日刊工業新聞社、1999年11月。ISBN 4-526-04470-9。
  - 『アメリカの大罪』〈小学館文庫〉、小学館、2003年7月。ISBN 4-09-405711-0。 - 西部 (1999c)を再編。
- 『福澤諭吉 その武士道と愛国心』文藝春秋、1999年12月。ISBN 4-16-355800-4。
  - 『福澤諭吉 その報国心と武士道』〈中公文庫〉、中野剛志 解説、中央公論新社、2013年6月。ISBN 978-4-12-205799-9。{{cite book ja}}:  CS1メンテナンス: others (カテゴリ)
- 新しい歴史教科書をつくる会（編）、2000年10月『国民の道徳』産経新聞ニュースサービス。ISBN 978-4-594-02937-1。
- 『ナショナリズムの仁・義』PHP研究所、2000年12月。ISBN 4-569-61428-0。
- 『エコノミストの犯罪 「失われた10年」を招いたのは誰か』PHP研究所、2002年4月。ISBN 4-569-62063-9。
- 『保守思想のための39章』〈ちくま新書〉、筑摩書房、2002年9月。ISBN 4-480-05966-0。
  - 『保守思想のための39章』〈中公文庫〉、柴山桂太（解説）、中央公論新社、2012年12月。ISBN 978-4-12-205735-7。{{cite book ja}}:  CS1メンテナンス: others (カテゴリ)
- 『人生の作法』飛鳥新社、2002年10月。ISBN 4-87031-521-1。
- 『獅子たりえぬ超大国 なぜアメリカは強迫的に世界覇権を求めるのか』日本実業出版社、2003年4月。ISBN 4-534-03569-1。
- 『学問』講談社、2004年4月。ISBN 4-06-212369-X。
- 『人生読本』ダイヤモンド社、2004年7月。ISBN 4-478-70311-6。
- 『友情 ある半チョッパリとの四十五年』新潮社、2005年4月。ISBN 4-10-367504-7。
  - 『友情 ある半チョッパリとの四十五年』〈ちくま文庫〉、筑摩書房、2011年5月。ISBN 978-4-480-42827-1。
  - 『友情 ある半チョッパリとの四十五年』青志社、2018年10月。ISBN 9784865900712。
- 『無念の戦後史』講談社、2005年8月。ISBN 4-06-213057-2。
- 『核武装論 当たり前の話をしようではないか』〈講談社現代新書 1884〉、講談社、2007年3月。ISBN 978-4-06-149884-6。
- 『教育 不可能なれども』ダイヤモンド社、2007年7月。ISBN 978-4-478-00200-1。
- 『「日本国憲法」を読む（上）』イプシロン出版企画、2007年8月。ISBN 978-4-903145-20-4。
  - 『「日本国憲法」を読む（下）』柴山桂太（解説）、イプシロン出版企画、2008年9月。ISBN 978-4-903145-21-1。{{cite book ja}}:  CS1メンテナンス: others (カテゴリ)
- 『妻と僕 寓話と化す我らの死』飛鳥新社、2008年7月。ISBN 978-4-87031-851-9。
  - 『妻と僕 寓話と化す我らの死』西部智子（特別寄稿 父と母の風景）、青志社、2018年7月。ISBN 978-4-86590-066-8。{{cite book ja}}:  CS1メンテナンス: others (カテゴリ)
- 『サンチョ・キホーテの旅』新潮社、2009年3月。ISBN 978-4-10-367505-1。
  - 『サンチョ・キホーテの旅』〈視覚障害者向け資料〉、全4巻（点字版版）、日本点字図書館、2011年3月。
- 『陥没する世界のなかでの「しあわせ」論』〈ジョルダンブックス〉、ジョルダン、2009年1月。ISBN 978-4-915933-07-3。
- 『だからキミの悩みは黄金に輝く 西部邁の人生相談』〈ジョルダンブックス〉、ジョルダン、2009年4月。ISBN 978-4-915933-20-2。
- 『14歳からの戦争論』〈ジョルダンブックス〉、ジョルダン、2009年10月。ISBN 978-4-915933-25-7。
- 『昔、言葉は思想であった 語源からみた現代』時事通信出版局、2009年11月。ISBN 978-4-7887-0974-4。
- 『焚書坑儒のすすめ エコノミストの恣意を思惟して』ミネルヴァ書房、2009年11月。ISBN 978-4-623-05621-7。
- 『小沢一郎は背広を着たゴロツキである。 私の政治家見験録』飛鳥新社、2010年7月。ISBN 978-4-86410-029-8。
- 『文明の敵・民主主義――危機の政治哲学』時事通信出版局、2011年3月。ISBN 978-4-7887-1166-2。
- 『そろそろ子供と「本当の話」をしよう』〈Big birdのbest books〉、ベストブック、2012年8月。ISBN 978-4-8314-0176-2。
- 『「世論」の逆がおおむね正しい――西部邁ゼミナール』産經新聞出版、2012年10月。ISBN 978-4-8191-1188-1。
- 『金銭（かね）の咄噺（はなし）』NTT出版、2012年11月。ISBN 978-4-7571-5084-3。
- 『どんな左翼にもいささかも同意できない18の理由』幻戯書房、2013年1月。ISBN 978-4-86488-012-1。
- 『実存と保守 危機が炙り出す「人と世」の真実』角川春樹事務所、2013年4月。ISBN 978-4-7584-1216-2。
- 『保守の辞典』幻戯書房、2013年5月。ISBN 978-4-86488-022-0。
- 『中江兆民 百年の誤解』黒鉄ヒロシ（絵）、時事通信出版局、2013年11月30日。ISBN 978-4-7887-1310-9。{{cite book ja}}:  CS1メンテナンス: others (カテゴリ)
- 『生と死、その非凡なる平凡』新潮社、2015年4月。ISBN 978-4-10-367506-8。
- 『ファシスタたらんとした者』中央公論新社、2017年6月。ISBN 978-4-12-004986-6。
- 『保守の真髄――老酔狂で語る文明の紊乱』〈講談社現代新書 2455〉、講談社、2017年12月。ISBN 978-4-06-288455-6。
- 『保守の遺言――JAP.COM衰滅の状況』〈平凡社新書 872〉、平凡社、2018年3月。ISBN 978-4-582-85872-3。
- 富岡幸一郎（編）、2018年5月『西部邁 自死について』アーツアンドクラフツ。ISBN 978-4-908028-28-1。
- 『流言流行への一撃 : 西部邁18年の軌跡 I』千葉弘志（株式会社ベストブック代表取締役）（はじめに）、ベストブック、2018年10月。ISBN 9784831402240。{{cite book ja}}:  CS1メンテナンス: others (カテゴリ)
  - 『流言流行への一撃 : 西部邁18年の軌跡 II』ベストブック、2018年10月。ISBN 9784831402257。
  - 『流言流行への一撃 : 西部邁18年の軌跡 III』ベストブック、2018年10月。ISBN 9784831402264。
  - 『流言流行への一撃 : 西部邁18年の軌跡 IV』西部智子（ご挨拶）、ベストブック、2018年10月。ISBN 9784831402271。{{cite book ja}}:  CS1メンテナンス: others (カテゴリ)[注 6]

### 共著
- 『大衆論 対談』富岡多恵子 対談、草思社、1984年7月。ISBN 978-4-7942-0194-2。{{cite book ja}}:  CS1メンテナンス: others (カテゴリ)
- 『論士歴問――大衆社会をこえていく綱渡り』プレジデント社、1984年10月。ISBN 4-8334-1238-1。 - 吉本隆明・富岡多恵子・鶴見俊輔・長谷川慶太郎・二階堂進・松本健一・井尻千男・村上陽一郎・山崎正和・江藤淳との対談を収録。
- 笠井潔、川村湊、小阪修平、竹田青嗣、長崎浩『西部邁ビジネス文明批判 尾根道をたどりながら』〈＜現在＞との対話 6〉、作品社、1986年4月。ISBN 4-87893-606-1。
- 加藤尚武『烈々豪々(Let's go!)人生学』理想社、1988年11月。ISBN 978-4-650-10459-2。
- 石川好『覚悟! 朝まで討論＝＜日本＞』弓立社、1989年5月。ISBN 4-89667-122-8。
- 『マスコミ亡国論 日本はなぜ“卑しい国”になったのか』〈カッパ・ブックス〉、光文社、1990年4月。ISBN 4-334-00494-6。
  - 『マスコミ亡国論 日本はなぜ“卑しい国”になったのか』聞き手：新野哲也（新版解説）、青志社、2018年6月。ISBN 978-4-86590-064-4。{{cite book ja}}:  CS1メンテナンス: others (カテゴリ)新装選書版
- 栗本慎一郎『立ち腐れる日本 その病毒は、どこから来たのか』〈カッパ・サイエンス〉、光文社、1991年9月。ISBN 4-334-06062-5。
- 聞き手 新野哲也『正気の保ち方 「繁栄の空虚」からいかに脱するか』〈カッパ・ビジネス〉、光文社、1992年5月。ISBN 4-334-01266-3。
- 新野哲也、渡辺一弘、東谷暁『日本人の嘘 政治改革からマスコミ世論まで』光人社、1993年12月。ISBN 4-7698-0669-8。
- 三田誠広『息子の教育 闘論』プレジデント社、1994年11月。ISBN 4-8334-1545-3。
- 秋山祐徳『ポップコン宣言 偽りの戦後史を書き替える』〈カッパ・サイエンス〉、光文社、1995年5月。ISBN 4-334-06096-X。
- うら梅の郷会（編）、1995年6月『日本の自画像』vol.3、葦書房。ISBN 4-7512-0600-1。
- 舛添要一、堺屋太一、深田祐介、大宅映子『日本とは何か日本人とは何か 正統知識人の驚くべき先見力』〈みんなに聞いて欲しい心の物語〉、第1巻、廣済堂出版、1995年7月。ISBN 4-331-50490-5。
- 財政金融研究所、青木信治、藤川鉄馬、ほか『開発経済学研究派遣制度研究報告書』平成7年度-平成8年度、大蔵省財政金融研究所研究部、1997年。 - 西部邁「東南アジア諸国の経済発展」が収録されている。
- 小林よしのり、福田和也、佐伯啓思『国家と戦争 徹底討議』飛鳥新社、1999年6月。ISBN 4-87031-371-5。
- 榊原英資、飯田経夫（著）西部邁 責任編集（編）『大いなる説得 われらの子と孫への提言』〈B&Tブックス〉、日刊工業新聞社、2000年11月。ISBN 4-526-04674-4。
- 福田和也、佐伯啓思、絓秀実『テロルと国家 徹底討議』飛鳥新社、2002年4月。ISBN 4-87031-499-1。
- 中曾根康弘、松井孝典『論争 教育とは何か』〈文春新書〉、文藝春秋、2002年5月。ISBN 4-16-660249-7。
- 小林よしのり『反米という作法』小学館、2002年9月。ISBN 4-09-389053-6。
- 田原総一朗、姜尚中『愛国心』講談社、2003年6月。ISBN 4-06-211911-0。
  - 田原総一朗、姜尚中『愛国心』〈講談社+α文庫〉、講談社、2005年7月。ISBN 4-06-256952-3。
- 小林よしのり『アホ腰抜けビョーキの親米保守』飛鳥新社、2003年7月。ISBN 4-87031-564-5。
- 小林よしのり『本日の雑談』1巻、飛鳥新社、2004年5月。ISBN 4-87031-608-0。
  - 小林よしのり『本日の雑談』2巻、飛鳥新社、2004年7月。ISBN 4-87031-623-4。
  - 小林よしのり『本日の雑談』3巻、飛鳥新社、2004年10月。ISBN 4-87031-640-4。
  - 小林よしのり『本日の雑談』4巻、飛鳥新社、2004年12月。ISBN 4-87031-648-X。
  - 小林よしのり『本日の雑談』5巻、飛鳥新社、2005年3月。ISBN 4-87031-659-5。
  - 小林よしのり『本日の雑談』6巻、飛鳥新社、2005年6月。ISBN 4-87031-675-7。
  - 小林よしのり『本日の雑談』7巻、飛鳥新社、2005年8月。ISBN 4-87031-689-7。
  - 小林よしのり『本日の雑談』8巻、飛鳥新社、2005年11月。ISBN 4-87031-697-8。
- 中曽根康弘、松本健一『憲法改正大闘論 「国民憲法」はこうして創る』ビジネス社、2004年9月。ISBN 4-8284-1144-5。
- 金子勝、姜尚中、金美齢、小林よしのり、高野孟、樋口恵子、森本敏（著）『「愛国心」「国益」とはなにか。 朝まで生テレビ!』田原総一朗（責任編集）、アスコム、2004年2月。ISBN 4-7762-0133-X。
- 中曾根康弘、松井孝典、松本健一『「昭和80年」戦後の読み方』〈文春新書〉、文藝春秋、2005年8月。ISBN 4-16-660458-9。
- 弘兼憲史『本日の雑談』9(第2期 1)、飛鳥新社、2006年6月。ISBN 4-87031-707-9。
  - 弘兼憲史『本日の雑談』10(第2期 2)、飛鳥新社、2006年10月。ISBN 4-87031-723-0。
- 鈴木宗男、宮崎学『日本と戦う』講談社、2006年8月。ISBN 4-06-213506-X。
- 辻惠『道義あふれる国へ 「美しい国へ」の欺瞞を撃つ』イプシロン出版企画、2007年2月。ISBN 978-4-903145-23-5。
- 中島岳志『保守問答』講談社、2008年1月。ISBN 978-4-06-214505-3。
- 中島岳志『パール判決を問い直す 「日本無罪論」の真相』〈講談社現代新書 1954〉、講談社、2008年7月。ISBN 978-4-06-287954-5。
- 佐高信『思想放談』朝日新聞出版、2009年10月。ISBN 978-4-02-250639-9。
- 宮崎正弘『日米安保50年』海竜社、2010年1月。ISBN 978-4-7593-1109-9。
  - 宮崎正弘『アクティブ・ニヒリズムを超えて』〈文芸社文庫 み1-3〉、文芸社、2018年6月。ISBN 978-4-286-19923-8。
- 波頭亮『知識人の裏切り どこまで続く、平成日本の漂流』〈ちくま文庫 に3-2〉、筑摩書房、2010年3月。ISBN 978-4-480-42698-7。
- 西田昌司、佐伯啓思『保守誕生 日本を陥没から救え』〈ジョルダンブックス〉、ジョルダン、2010年3月。ISBN 978-4-915933-32-5。
- 佐高信『難局の思想』〈角川oneテーマ21〉、角川書店、2011年5月。ISBN 978-4-04-710286-6。
- 佐伯啓思（編）、2011年8月『危機の思想』NTT出版。ISBN 978-4-7571-4276-3。
- 佐高信『ベストセラー炎上――妙な本が売れる変な日本』平凡社、2011年9月。ISBN 978-4-582-83540-3。
- 佐伯啓思、富岡幸一郎（編）、2012年1月『「文明」の宿命』NTT出版。ISBN 978-4-7571-4288-6。
- 辻井喬、宮崎学、下村忠利『あえて暴力団排除に反対する』〈シリーズ おかしいぞ！暴力団対策【1】〉、同時代社、2012年4月。ISBN 978-4-88683-717-2。
- なかにし礼、田中優子、黒鉄ヒロシ、加藤陽子、柴山桂太、中島岳志（著）佐高信（編）『日本および日本人論』七つ森書館、2012年8月。ISBN 978-4-8228-1255-3。
- 佐高信『西部邁と佐高信の快著快読』光文社、2012年10月。ISBN 978-4-334-97716-0。
- 黒鉄ヒロシ『もはや、これまで 経綸酔狂問答』PHP研究所、2013年11月。ISBN 978-4-569-81390-5。
- 『西部邁発言 (1)』「文学」対論 vs. 古井由吉、加賀乙彦、辻原登、秋山駿、富岡幸一郎 解説、論創社、2018年5月。ISBN 978-4-8460-1715-6。{{cite book ja}}:  CS1メンテナンス: others (カテゴリ)
  - 『西部邁発言 (2)』「映画」斗論 vs. 佐高信 ほか、寺脇研 解説、論創社、2018年5月。ISBN 978-4-8460-1716-3。{{cite book ja}}:  CS1メンテナンス: others (カテゴリ)
- 澤村修治、浜崎洋介『西部邁 最後の思索「日本人とは、そも何者ぞ」』飛鳥新社、2018年6月。ISBN 978-4-86410-605-4。
- 福田和也（著）『論語清談』木村岳雄 監修、草思社、2022年6月。ISBN 978-4794225818。

### 一部執筆／インタビュー書籍
- 「技術進歩の諸問題」、嘉治元郎、村上泰亮（編）、1971年『現代経済学の展開』勁草書房。ISBN 978-4-326-50020-8。
- 「社会学的基礎 経済体制の原型を求めて」、『経済体制論』第2巻、東洋経済新報社、1978年3月。ISBN 978-4-492-81133-7。
- 「異端の経済学――ケインズとハイエク」、経済展望談話会（編）、1985年3月『1990年代の日本経済』〈経済展望談話会セミナー 第11集〉、経済展望談話会。ISBN 4-13-043026-2。
- 「知識人と大衆」、NHK（編）、1986年2月『NHK文化講演会』13巻、日本放送出版協会。ISBN 4-14-008471-5。
- 日本教育会（編）、1987年『日本教育会叢書』第14集、日本教育会。
- 加藤尚武（編）、1987年3月『ヘーゲル読本』法政大学出版局。ISBN 978-4-588-15006-7。
- 筑紫哲也、井上ひさし、ほか『若者たちの大神 筑紫哲也対論集』朝日新聞社、1987年8月。ISBN 4-02-255738-9。
- 赤瀬川原平、市川右近、ほか『百人力新発売 新しい「知」を担う百人一論 ネオ・インテリジェンス宣言』文春ネスコ、1988年11月。ISBN 4-89036-752-7。{{cite book ja}}:  CS1メンテナンス: 数字を含む名前/author (カテゴリ)
- 田原総一朗（編）、1989年9月『時代を仕掛ける 田原総一朗と10人の男たち』フジテレビ出版。ISBN 4-594-00460-1。
- 岡崎久彦『情報・戦略論ノートpart2 歴史と戦略について』PHP研究所、1990年2月。ISBN 4-569-52678-0。
- 西部邁、ほか『天下国家の語り方 日本と世界、政治と経済をめぐる「神話」の検証！』〈別冊宝島115〉、JICC出版局、1990年。ISBN 978-4-7966-9115-4。
- 『知の位相空間 現代の知性13人へのインタビュー集』井尻千男（編著）、HBJ出版局、1991年3月。ISBN 4-8337-5063-5。{{cite book ja}}:  CS1メンテナンス: others (カテゴリ)
- 村上泰亮『村上さんを偲んで』出版社不明、1993年8月。
- 秦野章、平山郁夫（著）テレビ東京（編）『秦野章の辛口モーニング 話題の対談番組再録』東急エージェンシー出版部、1994年2月。ISBN 4-88497-024-1。
- 田中美知太郎、山崎正和、ほか『プラトンに学ぶ 田中美知太郎対話集』日本文芸社、1994年7月。ISBN 4-537-05034-9。
- 『メディアの迷走 誇りなき報道が国を亡ぼす』粕谷一希（編著）、PHP研究所、1994年11月。ISBN 4-569-54504-1。{{cite book ja}}:  CS1メンテナンス: others (カテゴリ)
- 『勝田吉太郎著作集』第8巻、ミネルヴァ書房、1995年1月。ISBN 4-623-02475-X。
- 佐々木毅、吉本隆明、ほか『日本の境位を探る』四谷ラウンド、1995年10月。ISBN 4-946515-01-1。
- 小林よしのり『新・ゴーマニズム宣言』1巻、小学館、1996年8月。ISBN 4-09-389001-3。
  - 小林よしのり『新ゴーマニズム宣言』〈小学館文庫〉、1巻、小学館、2001年1月。ISBN 4-09-405141-4。
- 中上健次、柄谷行人『中上健次発言集成』2巻、第三文明社、1995年12月。ISBN 4-476-03196-X。
- 草柳文恵、若杉敬明、ほか（著）アール・エフ・ラジオ日本（編）『21世紀の郵便局サービスを考える 郵便局ビジョン2010』透土社、1997年9月。ISBN 4-924828-52-1。
- 小林よしのり『新・ゴーマニズム宣言』2巻、小学館、1997年3月。ISBN 4-09-389002-1。
  - 小林よしのり『新ゴーマニズム宣言』〈小学館文庫〉、2巻、小学館、2001年1月。ISBN 4-09-405142-2。
- 谷沢永一、松下幸之助（著）PHP研究所（編）『Voice主要論文集』PHP研究所、1997年12月。ISBN 4-569-55915-8。
- 大月隆寛、岡田斗司夫『もの書きがTVに出るということ NHK「ナイト・ジャーナル」をくぐりぬけて』新紀元社、1998年2月。ISBN 4-88317-688-6。
- 谷沢永一『人さわがせ』〈本音を語る 2〉、バンガード社、1998年6月。ISBN 4-915599-13-2。
- 爆笑問題、宮本政於、ほか『爆笑問題のピープル』幻冬舎、1998年6月。ISBN 978-4-87728-233-2。
  - 爆笑問題、宮本政於、ほか『爆笑問題のピープル』〈幻冬舎文庫〉、幻冬舎、2001年8月。ISBN 4-344-40150-6。
- 岸本裕紀子『日本の母』廣済堂出版、1998年8月。ISBN 4-331-50646-0。
- 矢内裕幸、森毅、ほか『怖いもんなし23人の喋るぞ! 闘う文化人のガクモンのすすめ』旺文社、1999年4月。ISBN 4-01-055007-4。
- 加地伸行、小浜逸郎『この思想家のどこを読むのか 福沢諭吉から丸山真男まで』〈新書y〉、洋泉社、2001年2月。ISBN 4-89691-518-6。
- 『新しい公民教科書 市販本』扶桑社、2001年6月。ISBN 4-594-03156-0。
- 日本青年会議所（編）、2001年10月『JC発「教育改革」待ったなし』ぱるす出版。ISBN 4-8276-0187-9。
- 『鬼畜米英 がんばれサダム・フセインふざけんなアメリカ！！』木村三浩（責任編集）、鹿砦社、2003年4月。ISBN 4-8463-0506-6。{{cite book ja}}:  CS1メンテナンス: others (カテゴリ)
- 土木学会誌編集委員会（編）、2004年3月『合意形成論 総論賛成・各論反対のジレンマ』〈土木学会誌叢書 2〉、土木学会。ISBN 4-8106-0469-1。
- 浜田卓二郎、松本健一、ほか『ネバー・ギブ・アップ』アートデイズ、2004年5月。ISBN 4-86119-028-2。
- 西部邁 述「世界の思想の連峰を眺めると、保守思想の尾根なのです」、高橋誠・森恵子 編著（編）、2004年9月『本の本音』生活情報センター。ISBN 4-86126-139-2。
- 『正論』編集部（編）、2004年10月『憲法の論点 『正論』傑作選』産経新聞ニュースサービス。ISBN 4-594-04810-2。
- 絓秀実、井土紀州、松田政男、柄谷行人、津村喬、花咲政之輔、上野昻志、丹生谷貴志『Left alone 持続するニューレフトの「68年革命」』明石書店、2005年2月。ISBN 4-7503-2045-5。
- 阿川弘之、森達也『男たちの大和 YAMATO』イプシロン出版企画、2005年。 - 雑誌扱い。
- 関岡英之、佐藤優、ほか（著）関岡英之・イースト・プレス特別取材班（編）『アメリカの日本改造計画 マスコミが書けない「日米論」』〈East Press nonfiction 6〉、イースト・プレス、2006年12月。ISBN 4-87257-744-2。
- 平沼赳夫、正しい日本を創る会『日本の正道 真の保守政治を確立するための政策提言』PHP研究所、2007年7月。ISBN 978-4-569-69291-3。
- 藤原書店編集部（編）、2010年8月「列島人の愚行、錯誤そして自殺」『「日米安保」とは何か』藤原書店。ISBN 978-4-89434-754-0。

## 翻訳
- ミルトン・フリードマン（著）『価格理論』内田忠夫、深谷昌弘（訳）、好学社、1972年。ISBN 978-4-7690-1111-8。
- A・ヒアチェ（編）、1983年8月『シュムペーターのヴィジョン 『資本主義・社会主義・民主主義』の現代的評価』西部邁（他訳）、HBJ出版局。ISBN 4-8337-5002-3。

## 音声・動画作品
- 『真正保守思想を求めて』2巻、エピック・ソニー、1989年。
- 『西部邁の「反論を待つ」』2巻、エピック・ソニー、1990年。
- 『西部邁の「反論を待つ」』3巻、エピック・ソニー、1990年。
- 中京テレビ（編）『メディアが世界を変える』第16巻、丸善。NCID BA39435719。